# Чкареули, Гурам Ревазович
Гура́м Рева́зович Чкареу́ли (28 января 1960, Орджоникидзе, Северо-Осетинская АССР, СССР) — советский и российский футболист, нападающий. Мастер спорта СССР с 1985 года.

## Карьера

### Клубная
Воспитанник орджоникидзевского футбола. В 1971 году, играя в юношеской школе «Дидинаг» из Орджоникидзе под руководством Цара Газдарова, стал бронзовым призёром турнира «Кожаный мяч» во Львове. Через три года уже в команде «Рубин» Чкареули выиграл главный трофей в старшей возрастной группе. Карьеру в командах мастеров начал в 1978 году в орджоникидзевском «Спартаке», после чего перебрался в Грузию, где играл в тбилисском «Динамо» и в «Торпедо» Кутаиси. В 1987 году играл за клуб второй союзной лиги «Локомотив» Минеральные Воды. Через 8 лет вернулся в родной город, играл сначала за «Спартак», а позже за «Автодор», в котором долго не задержался и перешёл в «Локомотив» Нижний Новгород. В 1991 году играл в «Тереке» Грозный. После распада СССР вернулся в «Автодор». С 1995 по 1997 год играл в тульском «Арсенале», профессиональную карьеру завершал в «Луче» Тула.

### Тренерская
В 2002 году был назначен администратором «Алании», после чего работал в футбольной школе «ФАЮР-союз», однако в 2005 году после перевода Марата Дзоблаева в главную команду, возглавил дублирующий состав владикавказцев. После того как «Алания» покинула Премьер-лигу, дублирующий состав был ликвидирован, а сам Чкареули возглавил «Аланию-2». В 2010 году был главным тренером молодёжной команды «Алании».